# Ernst von Gundlach

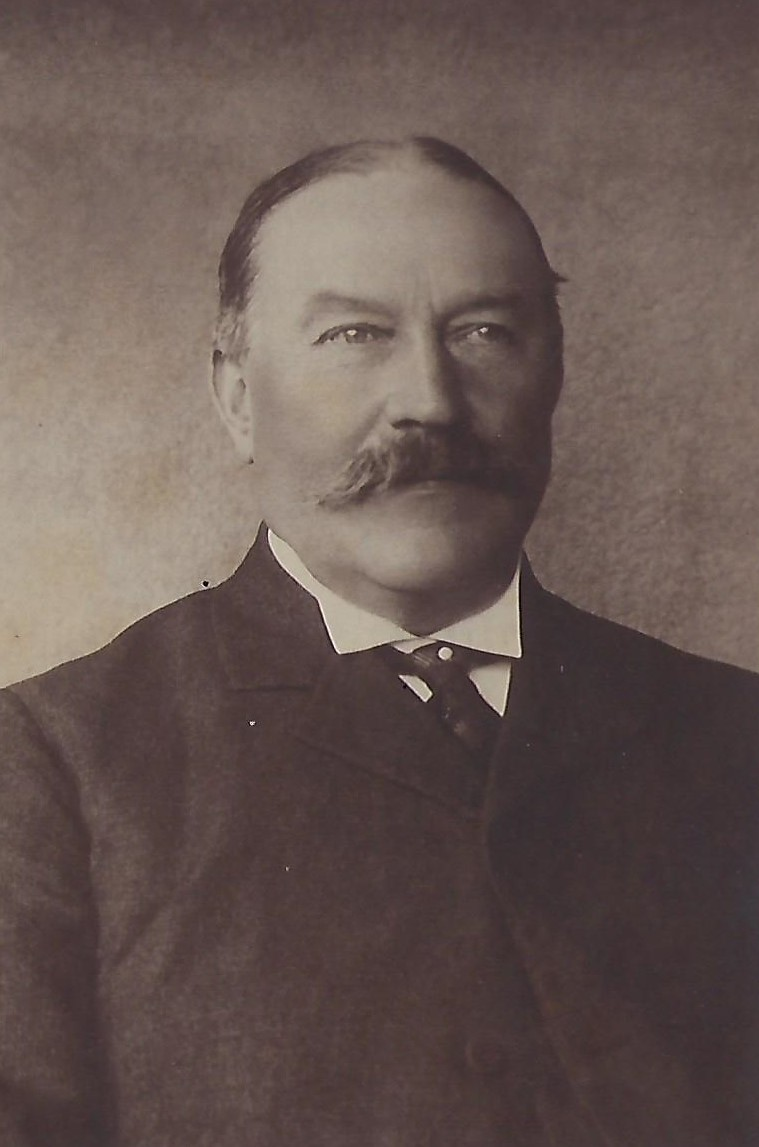
Ernst von Gundlach

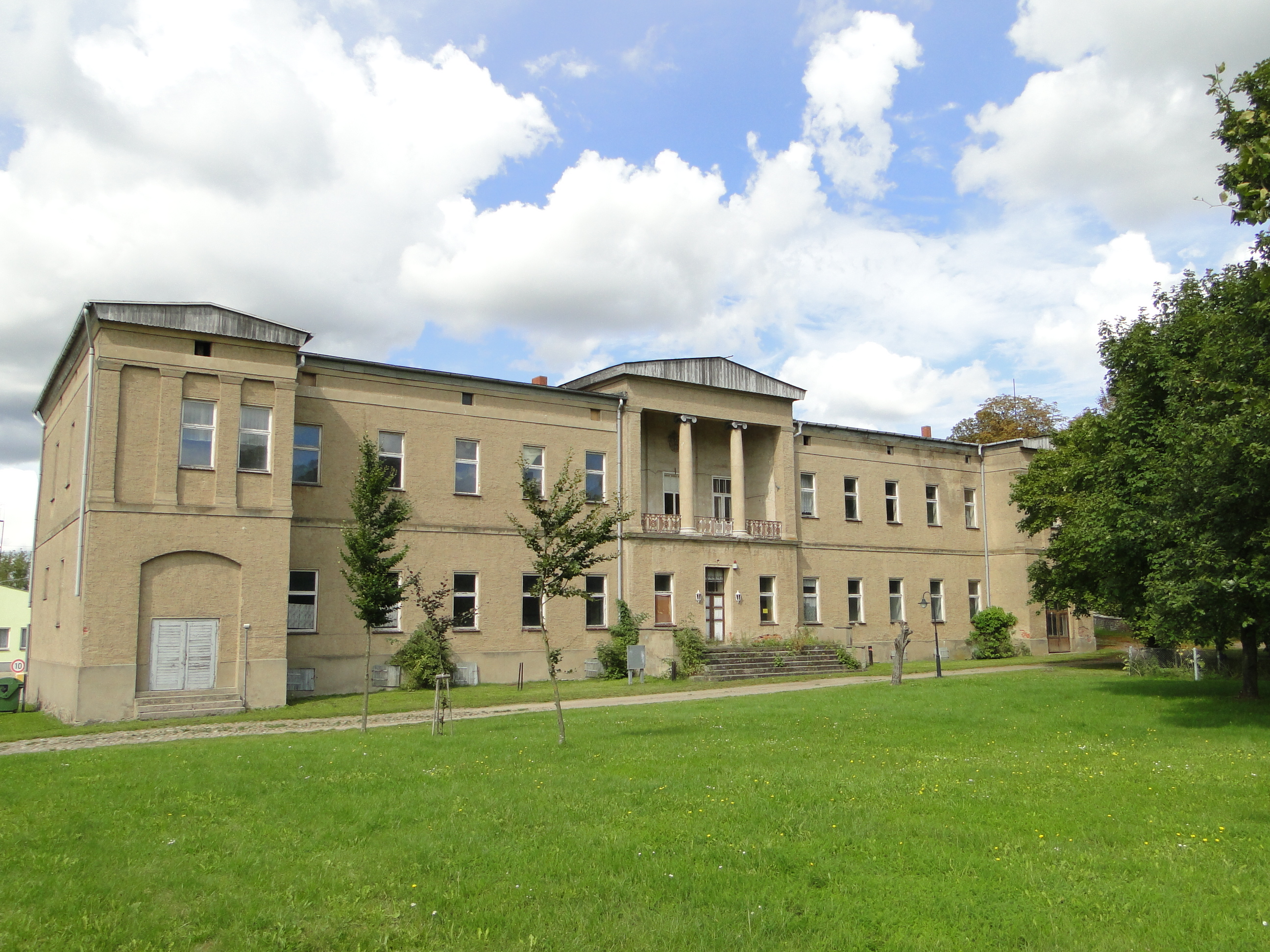
Herrenhaus Mollenstorf (2010)

Ernst Friedrich Jobst Hans Wilhelm von Gundlach, auch Ernst von Gundlach-Mollenstorf, (* 10. September 1850 in Hinrichsberg bei Röbel/Müritz; † 30. Januar 1919 in Mollenstorf bei Waren/Müritz) war ein deutscher Rittergutsbesitzer und Landrat in Mecklenburg.

## Leben
Ernst von Gundlach war der jüngste Sohn des Ernst von Gundlach (* 1803; † 1883) und der Emilie von Bülow (* 1819; † 1886). Der Vater wurde 1839 in die mecklenburgische Ritterschaft aufgenommen und war zuvor schon Fideikommissherr auf Mollenstorf und Gutsbesitzer in Hinrichsberg und Torisdorf, dem ältesten Stammgut der zum jüngeren Briefadel gehörenden Gundlachs, Rittermäßiger Reichsadelsstand 1581, Reichsadelsbestätigung zu Wien 1748. Er hatte drei Schwestern und den älteren Bruder Emil von Gundlach-Torisdorf, der Landrat wurde und Klosterhauptmann. Der brandenburgische Rittergutsbesitzer und Politiker Hans von Rochow war einer seiner Taufpaten.
Ernst von Gundlach erbte den bestehenden Familienfideikommiss Mollenstorf. Er wurde dann mecklenburgischer Kammerherr und als Zeremonienmeister vor 1902 erneut als mecklenburgischer Landrat des Herzogtums Güstrow bestätigt, welches noch nach der ständischen mecklenburgischen Verfassung formell bestand und zeitweise den Wendischen Kreis darstellte. Die Ernennung erfolgte durch Friedrich Franz IV. Großherzog von Mecklenburg, kurz nach dessen Übernahme der Amtsgeschäfte von Johann Albrecht Herzog zu Mecklenburg. Zudem wurde Gundlach Provisor des Klosters Dobbertin und stand als Major àla suite des mecklenburgischen Kontingents. 1904 war Gundlach einer der acht Landräte, die nach außen die Landtagsgeschäfte des Landesdirektorium der vereinigten mecklenburgischen Landstände führte. 1906 war er mit zuständig für die land- und forstwirtschaftliche Unfallversicherung seiner Heimatregion.
Er heiratete am 1. Dezember 1886 in Schwerin Marie-Luise von Bülow (* 1859 in Frankfurt am Main; † 1935), Tochter der Gräfin Paula von Linden und des Diplomaten Bernhard Vollrath von Bülow; die Ehe der Gundlachs blieb kinderlos. Marie-Luise von Gundlach lebte als Witwe in der Residenzstadt Schwerin.
Zu seiner weiteren Verwandtschaft gehörte u. a. Arthur von Manteuffel und dessen Sohn Freiherr Arthur von Manteuffel, zuletzt Generalleutnant. Sein im Ritterschaftlichen Amt Neustadt gelegenes altes Lehngut Mollenstorf mit etwa 723 ha übernahm sein ältester Bruder Emil von Gundlach. 
Ernst von Gundlach war selbst Kirchenpatron zu Mollenstorf, die dortige Dorfkirche war eine so genannte Mutterkirche. Das staatliche Museum Schwerin besaß bis 1945 seine Ordensspange, ausgewiesen mit zwölf Orden, bezw. Ehrenzeichen. Diese Spange ging kriegsbedingt verloren. Ernst von Gundlach war u. a. Träger des Großherzoglichen Greifordens mit Komturkreuzen sowie einer niedrigen dritten Stufe des Herzoglich Sachsen-Ernestinischen Hausordens.